# Country-Musik 1966
Die Liste bietet eine Übersicht über das Jahr 1966 im Genre Country-Musik.

## Events
- 15. März – Roger Miller gewinnt sechs Grammys, darunter fünf für seinen Top-Hit King of the Road

## Top Hits des Jahres

### Nummer-1-Hits
- 8. Januar – Giddyup Go – Red Sovine
- 19. Februar – Waitin' in Your Welfare Line/ In The Palm Of Your Hand – Buck Owens
- 9. April – I Want to Go with You – Eddy Arnold
- 21. Mai – Distant Drums – Jim Reeves
- 18. Juni – Take Good Care of Her – Sonny James
- 2. Juli – Think of Me – Buck Owens
- 13. August – Almost Persuaded – David Houston
- 15. Oktober – Blue Side of Lonesome – Jim Reeves
- 22. Oktober – Open Up Your Heart – Buck Owens
- 19. November – I Get the Fever – Bill Anderson
- 26. November – Somebody Like Me – Eddy Arnold
- 24. Dezember – There Goes My Everything – Jack Greene

### Weitere große Hits
- Ain't Had No Lovin‘ – Connie Smith
- Baby – Wilma Burgess
- Bad Seed – Jan Howard
- The Ballad of the Green Berets – Barry Sadler
- The Bottle Let Me Down – Merle Haggard
- The Company You Keep – Bill Phillips
- Crystal Chandelier – Charley Pride
- Dear Uncle Sam – Loretta Lynn
- Don't Touch Me – Wilma Burgess
- Don't Touch Me – Jeannie Seely
- England Swings – Roger Miller
- Evil on Your Mind – Jan Howard
- Flowers on the Wall – Statler Brothers
- Four-O-Thirty-Three – George Jones
- Guess My Eyes Were Bigger Than My Heart – Conway Twitty
- History Repeats Itself – Buddy Starcher
- The Hurtin's All Over – Connie Smith
- Husbands and Wives – Roger Miller
- I Love You Drops – Bill Anderson
- I'm a People – George Jones
- It Takes A Lot Of Money – Warner Mack
- The Last Word in Lonesome is Me – Eddy Arnold
- Livin' in a House Full of Love – David Houston
- Look Into My Teardrops – Conway Twitty
- The Lovin' Machine – Johnny Paycheck
- A Million and One – Billy Walker
- Misty Blue – Wilma Burgess
- Nobody But a Fool (Would Love You) – Connie Smith
- The One on the Right is on the Left – Johnny Cash
- Put It Off Until Tomorrow – Bill Phillips
- Room in Your Heart – Sonny James
- The Snakes Crawl at Night – Charley Pride
- Snowflake – Jim Reeves
- Stand Beside Me – Jimmy Dean
- Standing in the Shadows – Hank Williams Jr.
- The Streets of Baltimore – Bobby Bare
- Sweet Thang – Nat Stuckey
- Swinging Doors – Merle Haggard
- Take Me – George Jones
- Talkin' To The Wall – Warner Mack
- That's What You Get For Loving Me – Waylon Jennings
- Tippy Toeing – The Harden Trio
- Unmitigated Gall – Faron Young
- What We're Fighting For – Dave Dudley
- Would You Hold It Against Me – Dottie West
- You Ain't Woman Enough – Loretta Lynn

## Alben (Auswahl)
- Born to Sing – Connie Smith (RCA)
- Confessions of a Broken Man – Porter Wagoner (RCA)
- Distant Drums – Jim Reeves (RCA)
- Don't Touch Me – Wilma Burgess (Decca)
- Evil on Your Mind – Jan Howard (Decca)
- Folk Country – Waylon Jennings (RCA)
- I Want to Go With You – Eddy Arnold (RCA)
- The Seely Style – Jeannie Seely (Monument)
- Somebody Like Me – Eddy Arnold (RCA)
- The Streets of Baltimore – Bobby Bare (RCA)
- Suffer Time – Dottie West (RCA)
- Conway Twitty Sings – Conway Twitty (Decca)
- Look Into My Teardrops – Conway Twitty (Decca)

## Geboren
- 11. Mai – Kevin Fowler
- 16. Mai – Gregory Scott Reeves
- 29. Juli – Martina McBride
- 19. August – Lee Ann Womack

## Neuaufnahmen in dieCountry Music Hall of Fame
- Eddy Arnold (* 1918–† 2008)
- James R. Denny (* 1911–† 1963)
- George D. Hay (* 1895–† 1968)
- Uncle Dave Macon (* 1870–† 1952)

## Die wichtigsten Auszeichnungen

### Grammys
- Best Country & Western Vocal Performance, Female – Queen of the House, Jody Miller.
- Best Country and Western Vocal Performance, Male – King of the Road, Roger Miller.
- Best Country and Western Single – King of the Road, Roger Miller.
- Best Country and Western Song – King of the Road, Roger Miller
- Best Country & Western Album – The Return of Roger Miller, Roger Miller.
- Best New Country & Western Artist – Statler Brothers[1]

### Academy of Country Music Awards
- Top Male Vocalist – Buck Owens
- Top Female Vocalist – Bonnie Owens
- Top Vocal Duo – Merle Haggard und Bonnie Owens
- Top New Male Vocalist – Merle Haggard
- Top New Female Vocalist – Kaye Adams[2]